# Virtudes Cuevas Escrivá
Pour les articles homonymes, voir Cuevas.
Virtudes Cuevas Escrivà (Sueca, Communauté valencienne, 3 février 1913 - Villejuif, 5 juillet 2010) est une militante, résistante et survivante du camp de concentration nazi de Ravensbrück. 

## Biographie
Virtudes Cuevas milite au sein des Jeunesses socialistes unifiées, un mouvement de jeunesse espagnol de gauche, et pendant la guerre civile espagnole, elle s'engage dans le cinquième régiment. Face à l'avancée des troupes franquistes, elle se réfugie en Catalogne puis en France, où elle rejoint la Résistance intérieure. Elle est connue dans la Résistance sous les pseudonymes de « Madame Carmen » ou « Madame Vidal ». Elle agit en tant qu'agent de liaison et fournit des informations, des documents et des armes à des militants anarchistes, communistes et socialistes. Arrêtée et déportée par le convoi I.I75 parti de Compiègne le 31 janvier 1944, elle survit au camp de Ravensbrück aux côtés de Geneviève de Gaulle, nièce du général Charles de Gaulle, avec qui elle reste en contact jusqu'à la fin de sa vie. Elle est décorée par de Gaulle des grades de chevalier, officier et commandeur de la Légion d'honneur[réf. souhaitée].
Elle épouse Alberto Codina Labrador (Bagur, 1912 - Vitry-sur-Seine, 1991), qui a lui aussi été victime de la répression nazie et a été interné au camp de concentration de Mauthausen.
En 2003, elle lègue à la mairie de sa commune natale, Sueca, une maison et un terrain sis au 18 et au 20 rue Magraners. Elle souhaite qu'y soit fondé un musée commémorant les victimes de la barbarie nazie et du fascisme ; projet qui n'a encore pas abouti.